# Отплата
„Отплата“ е български криминален драматичен сериал, излъчващ се по Нова телевизия и продуциран от Нова телевизия и Old school. Първите два епизода са излъчени наведнъж на 17 март 2012 г., а разписанието след това е всеки вторник по един.

## Сюжет
Един мъж е несправедливо обвинен и осъден да лежи в затвора за престъпление, което не е извършил. Той се казва Ангел и събира банда отмъстители. Изглежда щастлив семеен мъж. Има красива съпруга и 5-годишна дъщеря. При катастрофа обаче Ангел ги губи и двете. Заради тази катастрофа той е потрошен и е между живота и смъртта. Изпада в кома за кратко.

## Епизоди

### Оригинално излъчване
| Сезон | Сезон | Времеви пояс   | ТВ Сезон      | Епизоди | Премиера     | Финал       | Времетраене |
| ----- | ----- | -------------- | ------------- | ------- | ------------ | ----------- | ----------- |
|       | 1     | Вторник, 21:00 | 2012 (пролет) | 12      | 17 март 2012 | 22 май 2012 | 45 минути   |

Първите 2 епизода са излъчени в събота, 17 март, от 20:00 до 22:00 часа.

### Рейтинги
Според класацията ТОП 50 за месец март 2012, сериалът е втората най-гледана програма от ефира на Нова ТВ след предаването Сделка или не и се нарежда на 33-то място с рейтинг 6,69%, 483 256 зрители и дял от 23,79% като това се отнася само за епизодите излъчени в събота(тоест епизоди 1. и 2.) и се нарежда след всички български сериали на конкурентната bTV, излъчващи се през същия месец – Столичани в повече, Домашен арест и Седем часа разлика. 
Сериалът не попада в класацията ТОП 50 за месец Април 2012 и ТОП 50 за месец Май 2012 година.

## Актьорски състав и герои

### „Бандата“
- Велислав Павлов – Ангел (Александър) Георгиев; съпруг на починалите в катастрофа Елена и дъщеря си Катя, приятел на Христо от затвора
- Орлин Павлов – Христо Манчев; приятел на Александър от затвора
- Ива Янкулова – Десислава Сивкова; приятелка на Христо от дете
- Стефан А. Щерев – Валентин Иванов; актьор от НАТФИЗ
- Пламен Пеев – Евгени Семерджиев (Калата); монтьор
- Ивайло Драгиев – Краси Въчев; хакер, продавач

### „Лошите“
- Мариус Донкин – Адвокат Иван Стаменов; адвокат на Атанас
- Милен Миланов – Атанас Димитров; бизнесмен, виновен за катастрофата, в която загиват съпругата му, Елена и Катя
- Петър Калчев – Румен Здравков; полицай, помогнал на Атанас да не влезе в затвора
- Йосиф Шамли – Анатоли Попов; единствен свидетел на катастрофата (случаят „Камбаните“)
- Стоян Алексиев – Съдия Тодор Генов; корумпиран съдия на делото по случая „Камбаните“
- Валентин Балабанов – Доктор Боянов; корумпиран лекар, фалшифицира кръвната проба на невинния Ангел Ангелов

Останалите
Стойо Мирков - Сакъзов
Йоанна Темелкова - Людмила Ванкова